# 波爾斯基特倫貝什
波爾斯基特倫貝什是保加利亞的城鎮，位於該國北部，距離首府大特爾諾沃36公里，由大特爾諾沃州負責管轄，海拔高度15米，受大陸性氣候影響，2009年人口4,546，居民主要信奉東正教。

## 外部連結
- Polski Trambesh municipality website （页面存档备份，存于） （保加利亚文）

43°23′N 25°39′E / 43.383°N 25.650°E